# AA Cabofriense
AA Cabobriense was een Braziliaanse voetbalclub uit Cabo Frio in de staat Rio de Janeiro.

## Geschiedenis
De club werd opgericht in 1955. In 1987 speelde de club voor het eerst in de hoogste klasse van het Campeonato Carioca. Een jaar later mocht de club na een achtste plaats deelnemen aan de Série C en werd er in de eerste ronde uitgeschakeld. In 1992 gaf de club de profstatus op en een jaar later werd de club ontbonden. Een aantal oud-leden richtte in 1997 AD Cabofriense op.